# Henrietta Benjamin
Jetta (Henrietta) Benjamin, född Schwerkofsky den 11 juli 1898 i Lund, död den 10 december 1989 i Malmö, var en svensk målare och textilkonstnär.
Benjamin studerade vid Lunds tekniska skola samt konst för Johan Johansson. Hennes konst består av stilleben och komposition av textiler samt heminredningar. Henrietta Benjamin är begravd på Sankt Pauli norra kyrkogård i Malmö.